# Salomon Stricker

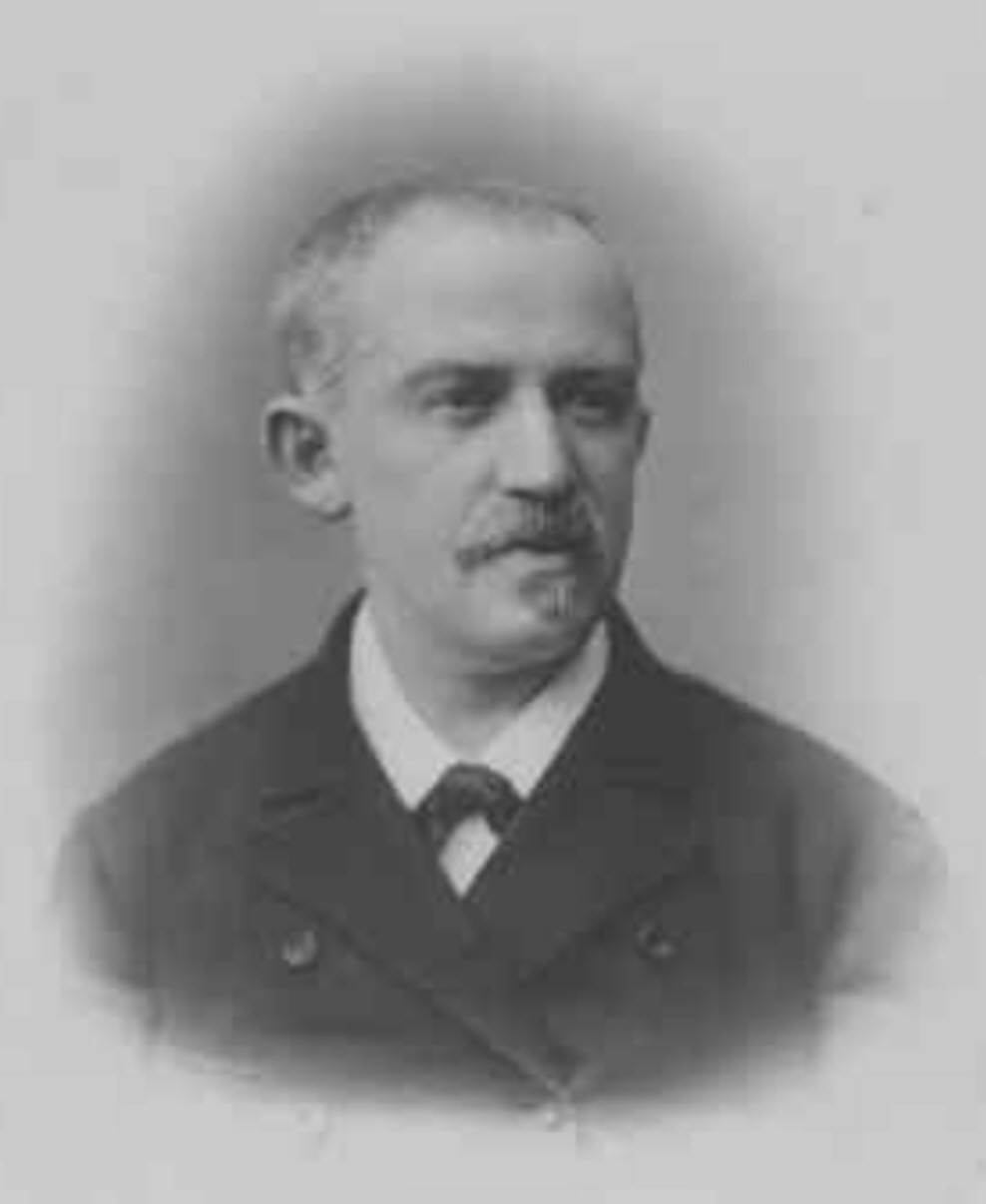
Salomon Stricker

Salomon Stricker (n. el  1 de enero de 1834 en  Waag-Neustadtl; † 2. April 1898 en Viena) fue un patólogo e histólogo austríaco.
Stricker estudió medicina en la Universidad de Viena y luego fue asistente en el  Instituto de Fisiología  bajo la dirección de Ernst Wilhelm von Brücke.  En 1862 asumió como Profesor  de embriología.  En 1866 fue nombrado Profesor adjunto de investigación experimental en la clínica II de medicina, bajo la dirección de  Johann von Oppolzer.  En 1868 se convirtió en Profesor  extraordinario y director del Instituto de Patología General y Experimental en Viena.
En 1872 Stricker fue nombrado Profesor ordinario de patología general y experimental en la Universidad de Viena, tras haber sido propuesto por  Carl von Rokitansky para ocupar ese cargo.

## Obras
- Handbuch der Lehre von den Geweben des Menschen und der Thiere (2 Bde., 1871/72)
- Studien über das Bewußtsein. Wien: Braumüller, 1879.
- Vorstellungen über allgemeine und experimentelle Pathologie. Wien, Braumüller, 1880.
- Studien über die Sprachvorstellungen. Wien: Braumüller, 1880.
- Studien über die Bewegungsvorstellungen. Wien: Braumüller, 1882.
- Neuro-elektrische Studien. Wien: Braumüller, 1883.
- Physiologie des Rechts. Wien: Töplitz & Deuticke, 1884.
- Allgemeine Pathologie der Infektionskrankheiten (1886)
- Über die wahren Ursachen : eine Studie. Wien: Hölder, 1887.
- Ueber das Können und Wissen der Ärzte. Discurso inaugural del semestre de verano 1892. Wien, Gistel
- Skizzen aus der Lehranstalt für experimentelle Pathologie in Wien. Wien: Hölder, 1892
- Über strömende Elektricität. Vol. 1: 1892. Vol. 2: 1894.
- Ueber Projectionsmethoden. En: Wiener klinische Wochenschrift, N.º 41, 1896, 915-916